# Aim and Ignite
Albums de Fun
Some Nights
(2012)
Singles
1. At Least I'm Not as Sad (As I Used to Be)
Sortie : 5 mai 2009
2. All the Pretty Girls
Sortie : 4 novembre 2009
3. Walking the Dog
Sortie : 16 août 2010

Aim and Ignite est le premier album studio du groupe d'indie pop Fun. Il est mis en vente le 25 août 2009 par la maison d'édition Nettwerk. Le titre de l'album est tiré des paroles de la chanson Light a Roman Candle with Me.

## Liste des chansons
Toutes les chansons sont écrites par Nate Ruess, Andrew Dost, Jack Antonoff et Sam Means, sauf indication contraire.
1. Be Calm – 4:10
2. Benson Hedges – 4:00
3. All the Pretty Girls – 3:23
4. I Wanna Be the One – 3:36
5. At Least I'm Not as Sad (As I Used to Be) – 4:07
6. Light a Roman Candle With Me – 3:05
7. Walking the Dog – 3:40
8. Barlights – 4:17
9. The Gambler – 4:11
10. Take Your Time (Coming Home) – 7:51

Chansons bonus disponibles sur iTunes :
1. Walking the Dog II – 4:31
2. Take Your Time (Acoustic) – 3:57
3. Walking the Dog (RAC Mix) – 4:30
4. All the Pretty Girls (RAC Mix) – 4:25

## Accueil

### Critiques
Aim and Ignite reçoit des critiques positives. Drew Beringer, de AbsolutePunk.net, déclare que l'album est « ce à quoi un album pop devrait ressembler » et qu'il s'agit de « l'album pop le plus important de l'année 2009 ». AllMusic juge l'album « progressif, mais de la meilleure façon possible ». Dave de Sylvia de Sputnikmusic écrit qu'« Aim and Ignite n'est pas l'album pop le plus consistant », mais le juge finalement comme bien mixé et arrangé, fait par des musiciens qui comprennent les limites et les potentiels de la musique pop. Estella Hung, de PopMatters, est moins impressionnée par l'album, faisant l'éloge des chansons Be Calm et The Gambler, mais critiquant les paroles et la production des premières pistes de l'album. Hung conclut que Aim and Ignite est « pour le moins assez original », mais qu'il « n'arrive pas à la hauteur de la dernière sortie de The Format ». Ken Shane, de Popdose, retient de l'album « une écoute intéressante et inhabituelle ». Il salue l'écriture de l'album et estime que « beaucoup de chansons sont très bonnes », mais est désireux d'entendre le groupe « sous une forme plus allégée ». L'album atteint la 29e position dans le top des 50 albums de 2009 de Sputnikmusic.

### Classements
| Classement (2009)                 | Meilleure position |
| --------------------------------- | ------------------ |
| US Billboard 200                  | 71                 |
| US Alternative Albums (Billboard) | 20                 |
| US Digital Albums (Billboard)     | 24                 |
| US Rock Albums (Billboard)        | 23                 |
| US Tastemaker Albums (Billboard)  | 3                  |